# Settima riunione degli scienziati italiani
La Settima riunione degli scienziati italiani fu un incontro dei principali studiosi provenienti dai diversi Stati della penisola italiana svoltosi a Napoli nel 1845.

## Aspetti storici
La settima riunione degli scienziati italiani fu tenuta a Napoli nel 1845, con il patrocinio del re Ferdinando II di Borbone. L'avvenimento più significativo di queste giornate fu senza dubbio l'inaugurazione dell'Osservatorio Vesuviano che, sebbene non ancora funzionante al momento dell'inaugurazione, divenne negli anni successivi un centro di grande rilievo per gli studi di vulcanologia. Luigi Palmieri, uno dei primi direttori dell'Osservatorio, realizzò infatti nel 1856 il primo sismografo elettromagnetico.

## Sezioni

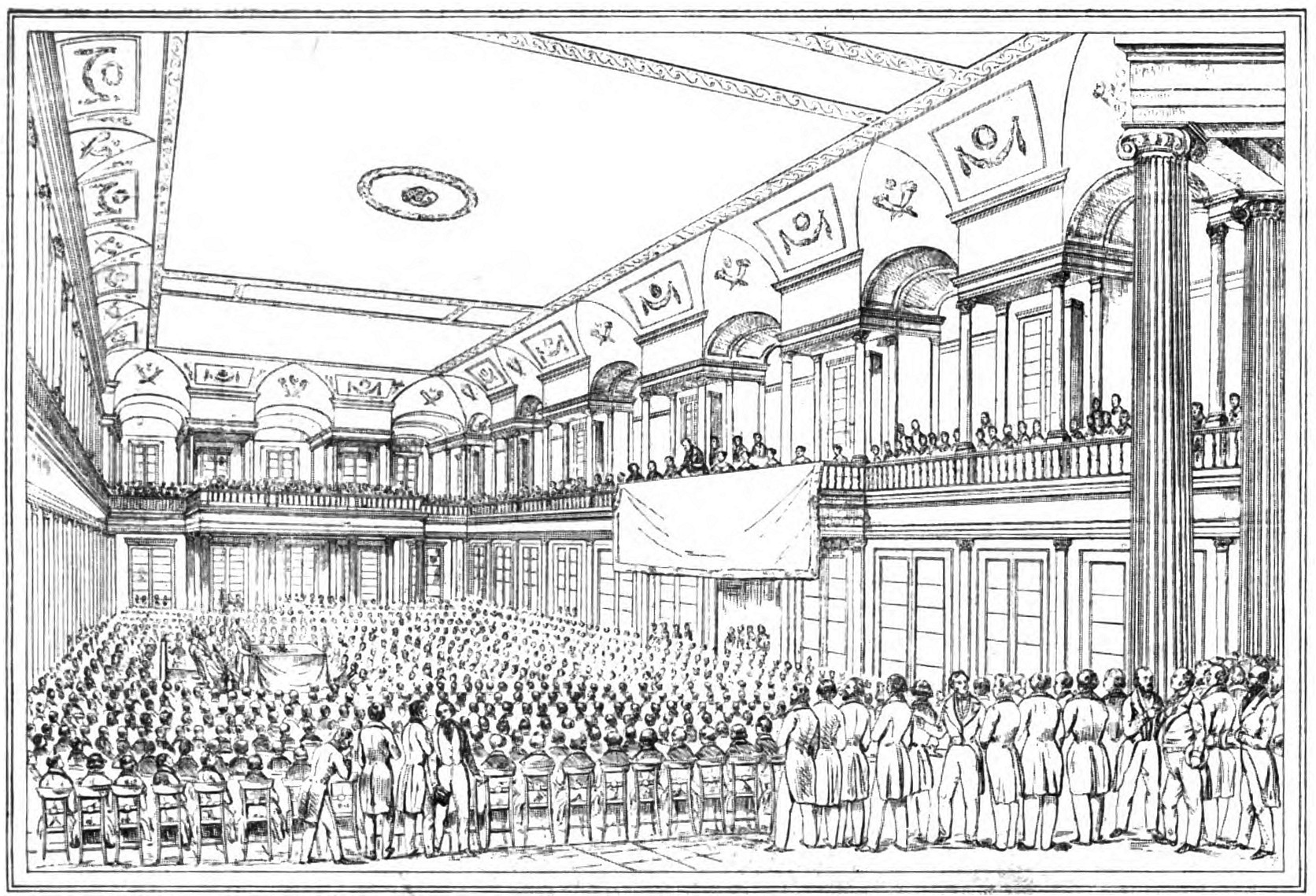
Discorso di re Ferdinando II dalla tribuna durante la seduta inaugurale nel museo mineralogico

Il presidente generale fu Nicola Santangelo. Il segretario generale fu Giacomo Filioli.

### Agronomia e tecnologia
Furono nominati presidente Gherardo Freschi e vicepresidenti Luca de Samuele Cagnazzi, Faustino Sanseverino e Buonaiuto Paris Sanguinetti.
I segretari furono Pasquale Stanislao Mancini, Antonio Scialoja e Giuseppe Devincenzi.

### Chimica
Furono nominati presidente Gioacchino Taddei e vicepresidente Raffaele Piria.
I segretari furono Giovanni Guarini e Luigi Calamai.

### Zoologia, anatomia comparata e fisiologia
Furono nominati presidente Carlo Luciano Bonaparte e vicepresidenti Stefano Delle Chiaje e Oronzo Gabriele Costa.
I segretari furono Anastasio Cocco e Corrado Politi.

### Medicina
Furono nominati presidente Vincenzo Lanza e vicepresidente Benedetto Trompeo.
I segretari furono Salvatore De Renzi, Odoardo Turchetti e Secondo Polto.

### Chirurgia
Furono nominati presidente Leonardo Santoro e vicepresidente Carlo Berci.
I segretari furono Giovanni Raffaele e Giuseppe Secondi.

### Fisica e matematica
Furono nominati presidente Francesco Orioli e vicepresidenti Macedonio Melloni e Ottaviano Fabrizio Mossotti.
I segretari furono Giovanni Maria Lavagna, Giacomo Maria Paci e Federico Napoli.

### Archeologia e geografia
Furono nominati presidente Francesco Maria Avellino e vicepresidente Ferdinando De Luca.
I segretari furono Bernardino Biondelli e Nicola Corcia.

### Botanica e fisiologia vegetale
Furono nominati presidente Michele Tenore e vicepresidente Giuseppe Meneghini.
I segretari furono Luigi Masi e Guglielmo Gasparrini.

### Geologia e mineralogia
Furono nominati presidente Lodovico Pasini e vicepresidente Lorenzo Pareto.
I segretari furono Arcangelo Scacchi e Alessandro Spada Lavinj.

## Commissione metrologica italiana
La commissione era stata stabilita nella precedente riunione per definire il miglior sistema di pesi e misure da utilizzare in modo uniforme in Italia; comprendeva membri delle sezioni Agronomia e tecnologia e Fisica e matematica.
Il 1º ottobre ci fu un'adunanza comune delle due sezioni per ascoltare la relazione presentata da Giuseppe Cadolini e sottoscritta da sette membri della commissione su undici (Cadolini, Freschi, Frisiani, Maiocchi, Bonajuto Paris Sanguinetti, Sanseverino e Sarti); nella relazione, dopo un'introduzione storica, era suggerita l'adozione del sistema metrico decimale, già in uso in Francia.
Ci furono interventi di membri della commissione contrari a tale adozione: Carlo Afan de Rivera indicò che nella riforma delle unità per la Sicilia Citeriore aveva inteso «richiamare alla sua purezza l'antico sistema metrico napoletano»; Carlo Luciano Bonaparte, lamentando le difficoltà di riunione della commissione, non era convinto della superiorità del sistema decimale su quello duodecimale e considerava preferibile l'adozione del miglio napoletano.
Emilio Bertone di Sambuy e il conte Sanseverino indicarono come il nuovo sistema fosse già diffuso e utilizzato rispettivamente in Piemonte e nel Lombardo-Veneto. Vito d'Ondes Reggio aggiunse che in Sicilia non ci sarebbero stati problemi nell'adottare il nuovo sistema, nonostante la recente riforma realizzata da Giuseppe Piazzi.
Le indicazioni della relazione furono approvate a maggioranza e si stabilì l'adozione del sistema metrico nella redazione di tutti gli atti delle riunioni.
Le manifestazioni prolungate e quasi unanimi non anno lasciato più dubbio, che la quasi totalità de' componenti, con rare eccezioni, si accorda sulla proposta dal Cadolini fatta al Congresso.»

## La testimonianza di Cagnazzi
Lo scienziato ed economista Luca de Samuele Cagnazzi ha descritto l'evento all'interno della sua autobiografia La mia vita; Cagnazzi considerava il presidente generale della Settima riunione Nicola Santangelo nonché Ministro dell'interno del Regno delle Due Sicilie "ignorante e sciocco". Inoltre Santangelo, in qualità di presidente generale, intendeva presiedere tutte le sezioni, ignorando che le singole sezioni sarebbero state presiedute dai presidenti di sezione nominati per lo scopo; Santangelo presiedette la sezione di archeologia, ma non presiedette quella di tecnologia, dove "da noi Presidente ceder non si volle il posto".

## Iniziative

### Medaglia commemorativa

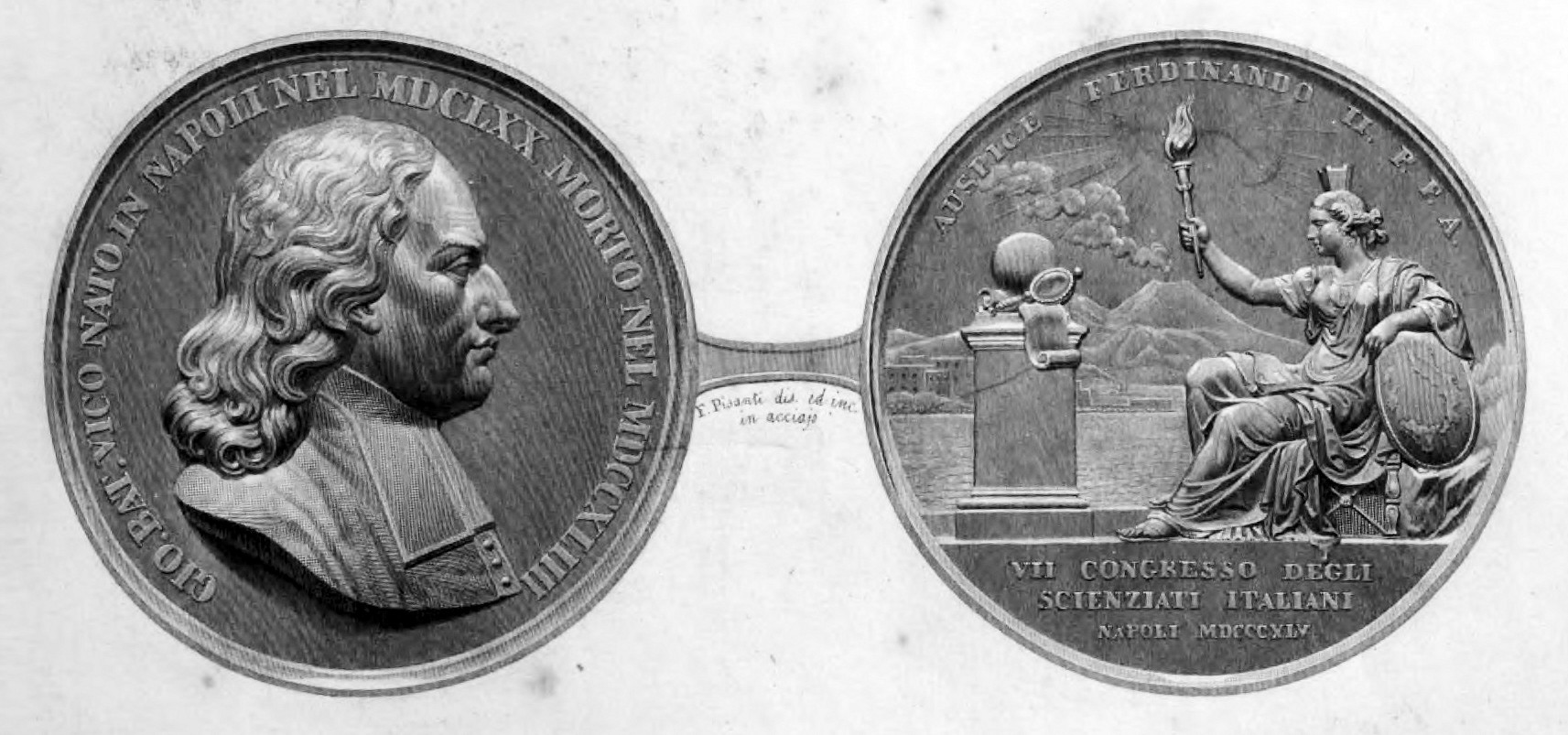
Raffigurazione della medaglia

In occasione della riunione venne distribuita ai partecipanti una medaglia commemorativa con un'immagine di Giambattista Vico.
- Dritto: GIO. BAT. VICO NATO IN NAPOLI NEL MDCLXX MORTO NEL MDCCLXIIII (in una prima versione la data di morte venne erroneamente indicata come 1743)[5][6] Busto a destra con lunga capigliatura.
Sotto il taglio: V. CATENACCI FECE
- Rovescio: AUSPICE FERDINANDO II P. F. A. (potentissimo felicissimo augustissimo)
Nel campo figura allegorica di Napoli o dell'Italia,[7] turrita, seduta a destra e volta a sinistra; poggia il braccio sinistro sopra uno scudo su cui è raffigurata la parte centro-meridionale della penisola italiana e le isole; con la destra alzata regge una fiaccola accesa con raggi; di fronte a lei un tronco di colonna sormontato da un globo, uno specchio e un rotolo; sullo sfondo il Vesuvio fumante.
Esergo in tre righe: VII CONGRESSO DEGLI | SCIENZIATI ITALIANI | NAPOLI MDCCCXLV. Sotto: L. ARNAUD FECE

### Guida di Napoli
Venne realizzata l'opera Napoli e il luoghi celebri delle sue vicinanze in due volumi.